# 풍산시외버스정류장
풍산시외버스정류장은 경상북도 안동시 풍산읍 풍산중앙길 158-1(상리리 464)에 위치한 시외버스정류장이다.
시외버스정류장 건물 앞 공터에서 시외버스가 정차하며, 매표소는 시외버스 간판이 붙은 건물에서 판매하고 있다. 원래 대합실도 존재하여 터미널 건물로서 역할도 했지만 현재 대합실은 없어진 상태다. 안동버스터미널에서 출발하거나 도착하는 시외버스의 중간 경유지의 성격이 강하지만, 풍산에서 출발 예천을 경유하는 동서울터미널행 시외버스도 존재한다.

## 운행 노선
| 방면        | 행선지                                                     |
| ----------- | ---------------------------------------------------------- |
| 수도권 방면 | 동서울                                                     |
| 영남권 방면 | 마성, 문경, 상주, 안동, 예천, 용궁, 점촌, 정문, 후문, 함장 |
| 충청권 방면 | 충주                                                       |